# Luis Gardella
Luis Florentino Gardella Hoke (Callao, 26 giugno 1919 – ...) è stato un cestista peruviano.

## Carriera
Con il Perù ha preso parte ai Campionati mondiali del 1950.